# Johannes Schöner
Johannes Schöner (tudi Johann Schönner, Jean Schönner, Joan Schoenerus), nemški polihistor, * 16. januar 1477, Karlstadt, Nemčija, † 16. januar 1547, Nürnberg, Nemčija.
Njegov učenec je bil Georg Joachim Lauchen von Retij.